# Caroline Bliss
Caroline Bliss (12 de julio de 1961) es una actriz inglesa, conocida por sus apariciones como la secretaria de M, Miss Moneypenny, en las películas de James Bond de la época de Timothy Dalton. A la edad de 26 años, reemplazó a la antigua Lois Maxwell en la película The Living Daylights y Licence to Kill. Fue sucedida por Samantha Bond, quien hizo el papel en GoldenEye en 1995 junto a Pierce Brosnan.

## Películas de James Bond
Caroline Bliss apareció en dos películas de James Bond, aunque su papel en Licence to Kill se redujo a poco más que un cameo.
- The Living Daylights (1987)
- Licence to Kill (1989)

## Otras películas
Su obra cinematográfica y televisiva incluye apariciones en:
- Charles & Diana: A Royal Love Story (1982) (TV) – Princesa Diana
- Killer Contract (1984) (TV) – Celia Routledge
- Pope John Paul II (1984) (TV) – Rosa Kossack
- My Brother Jonathan (1985) (TV) – Edie Martyn
- The Moneymen (1987) (TV) – Sarah
- Braxton (1989) – Vanessa Rawlings
- The Paradise Club (1990) (TV) – DI Sarah Turnbull
- Insektors (1994) (TV)
- Ruth Rendell – A Case of Coincidence (1996) (TV) – Sarah Quin
- Blitzlicht (1996)